# Windsor's Community Museum

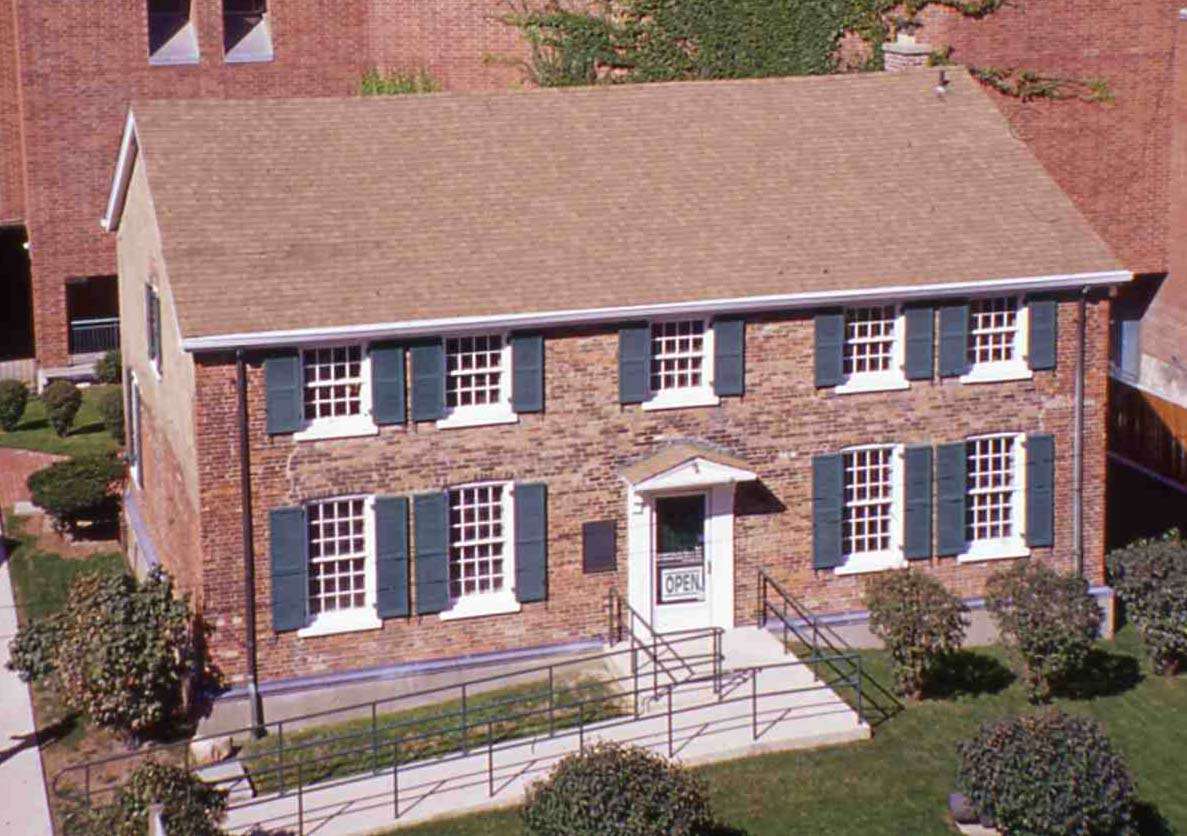
François Baby House, sede do Windsor's Community Museum

Windsor's Community Museum é uma instituição do município de Windsor (província canadense de Ontário) que administra os museus locais. Sua sede esta estabelecida no edifício histórico de François Baby House.
O primeiro museu administrado pela Windsor's Community foi fundado em 1958 pelo historiador George Fortune Macdonald com a denominação de Hiram Walker Historical Museum, devida as doações do conglomerado industrial fundado por Hiram Walker (a indústria de uísque Canadian Club) para a reforma e conservação do edifício histórico que mais tarde será a sua sede. Entre 1991 e 1996 este edifício foi renomeado devida as confusões entre a entidade administradora e a casa. Desta maneira ficou estabelecido uma denominação para a entidade (Windsor's Community Museum) e outra para a casa sede (François Baby House). 
Os museus históricos da Windsor's Community contam com peças e documentos da localidade de Windsor, além da própria arquitetura das suas duas unidades: a sede e a Duff-Baby House. Artefatos históricos em uma casa histórica Grande coleção de artefatos locais e regionais exibidos em uma casa histórica construída em 1812.